# Villalba de Perejil
Villalba de Perejil – gmina w Hiszpanii, w prowincji Saragossa, w Aragonii, o powierzchni 13,33 km². W 2011 roku gmina liczyła 109 mieszkańców.